# Meinhard Wittwer
Meinhard Wittwer (* 20. Juli 1961) ist ein deutscher Jurist. Er ist seit dem 2. Oktober 2006 Richter am Bundesfinanzhof, seit dem 29. November 2018 Vorsitzender Richter und seit November 2022 Vizepräsident des Bundesfinanzhofs.

## Leben und Wirken
Wittwer trat nach Abschluss seiner juristischen Ausbildung 1993 in den Justizdienst des Landes Nordrhein-Westfalen ein und war beim Verwaltungsgericht Gelsenkirchen tätig. 1998 wechselte er zum Finanzgericht Münster. Nach einer fast vierjährigen Abordnung als wissenschaftlicher Mitarbeiter an den Bundesfinanzhof war er bis 2006 beim Finanzgericht Münster tätig. Nach seiner Ernennung zum Richter am Bundesfinanzhof 2006 war Wittwer dem IV. Senat zugewiesen, der sich insbesondere mit der Besteuerung von Personengesellschaften befasst. Er hat seit Ende November 2018 den Vorsitz des für die Lohnsteuer, außergewöhnliche Belastungen sowie die Land- und Forstwirtschaft zuständigen VI. Senats. Seit dem 21. November 2022 ist er Vizepräsident des Bundesfinanzhofs. Wittwer war einer der Richter, die sich um die Stelle des Vizepräsidenten beworben und sich dann mit Eilanträgen gegen die geplante Ernennung eines anderen Richters durch die damalige Bundesjustizministerin Christine Lambrecht gewehrt hatten.